# Das kleine Teehaus
Das kleine Teehaus ist eine US-amerikanische Filmkomödie unter der Regie von Daniel Mann aus dem Jahre 1956. Kapitän Fisby, dargestellt von Glenn Ford wird auf die japanische Insel Okinawa geschickt, um in einem kleinen Dorf für den Bau einer Schule zu sorgen. Stattdessen wird ein Teehaus gebaut. Die weiteren Hauptrollen sind besetzt mit Marlon Brando, Paul Ford, Machiko Kyō und Eddie Albert.

## Handlung
Ort der Handlung ist die ländliche japanische Region Okinawa, die Zeit ist die Zeit nach der japanischen Kapitulation im Zweiten Weltkrieg. Das Land ist von amerikanischen Truppen besetzt; ein Einheimischer, Sakini, dient den Besatzern als Dolmetscher. Direkt ans Publikum gewendet, philosophiert Sakini in freundlicher Ironie über die Tatsache, dass die Insel schon viele Invasoren erlebt hat, welche ihre jeweiligen kulturellen „Errungenschaften“ beschert haben. Auch die amerikanischen Besatzer überschätzen den Wert dessen, was ihre Kultur den Japanern zu bieten hat; umgekehrt übersehen sie geflissentlich den Reichtum, die Schönheit und die Zweckmäßigkeit der Einrichtungen der japanischen Kultur.
Der örtliche Kommandant, Colonel Purdy, ein Liebhaber unsinniger Vorschriften, empfängt einen neuen Offizier, Captain Fisby, dessen Versetzung offenbar die Folge unsinniger militärischer Verwaltungsakte ist. Fisby war im Zivilleben Professor für Geisteswissenschaften, und Purdy, der naiv begeistert von der Idee ist, den Japanern die Segnungen der Demokratie zu bescheren, beschließt, ihn in das Dorf Tobiki zu entsenden, wo Fisby eine lokale Regierung einsetzen, eine Frauenliga für Demokratische Aktion gründen und eine Schule erbauen soll. Sakini, den Purdy loswerden möchte, begleitet Fisby.
Bereits die ersten Japaner, mit denen Fisby während seiner Fahrt nach Tobiki in Berührung kommt, erweisen sich als äußerst resolut, und Fisby, der sich zwar redlich bemüht, jedoch das Gegenteil von durchsetzungsfähig ist, entdeckt schnell, dass er sich den fremden Spielregeln fügen muss. Nach seiner Ankunft in Tobiki endet sein Versuch, eine einstudierte „Demokratie-Rede“ zu halten, damit, dass umgekehrt die Dorfgemeinschaft ihm eine Lektion in Sachen japanischer Kultur erteilt. Da Fisby leicht steuerbar ist, großzügig Posten verteilt und den Einwohnern Reislieferungen verspricht, wird er freundlich aufgenommen und erhält als Willkommensgeschenk sogar eine Geisha, Lotos Blossom.
Wie sehr Fisby mit der Aufgabe, die Demokratie nach Tobiki zu bringen, überfordert ist, zeigt sich, als die von ihm eingerichtete Frauenliga fordert, Ernst mit der Gleichberechtigung zu machen und allen Frauen des Dorfes Dinge zu beschaffen, die bis dahin nur die Geisha besitzt, nämlich Lippenstifte und Parfüm; auch eine Geisha-Ausbildung wollen sie. Als nun die Männer – ebenfalls mit dem Hinweis auf ihre Gleichberechtigung – eigene Ansprüche stellen, wird das Baumaterial, das für das neue Schulhaus vorgesehen war, für die Errichtung eines Teehauses verwendet. Fisby ist schließlich vollständig akklimatisiert, trägt statt seiner Uniform einen Bademantel und genießt die kleinen Alltagsfreuden des Gastlandes.
In Purdy, der mit Fisby regelmäßig telefoniert, keimt schließlich der Verdacht, dass der seiner Aufgabe nicht korrekt nachkommt, und er schickt als Inspekteur Captain McLean. McLean, der Fisby eigentlich auf seinen Geisteszustand hin untersuchen soll, vergisst nach seiner Ankunft in Tobiki seinen Auftrag und übernimmt dort sofort ein landwirtschaftliches Entwicklungsprojekt. Nachdem ein erstes Projekt zum wirtschaftlichen Aufbau des Ortes, das Fisby in eigener Regie eingeleitet hatte, scheitert, wird eine Destillerie für Süßkartoffelschnaps eingerichtet, die ihre Produkte mit großem Erfolg bei der amerikanischen Armee absetzt.
Am Abend der Einweihung des Teehauses erscheint Purdy in Tobiki, um dort selbst nach dem Rechten zu sehen. Als er von dem Teehaus und der Schnapsbrennerei erfährt, stellt er Fisby unter Arrest. Lotos Blossom bittet Fisby, bei ihr zu bleiben und sie zu heiraten; als Fisby ablehnt, tröstet sie sich mit einem anderen Verehrer. Fisby, der so tiefe Einblicke in die japanische Kultur gewonnen hat, muss an dieser Stelle zugeben, dass er nicht weiß, ob er der Seite der Eroberer angehört oder ob er selbst erobert wurde.
Tobiki wird von der amerikanischen Regierung überraschend zum Musterdorf erklärt, das exemplarisch die Wiederaufbaumaßnahmen der Besatzungsmacht zeigen soll. Purdy, der bereits Teile der Schnapsbrennerei hat zerstören und das Teehaus hatte demontieren lassen, ist gegenüber seinen Vorgesetzten nun in größter Not. Die Japaner hatten die Destilliereinrichtungen jedoch rechtzeitig versteckt, und auch das im japanischen Stil konstruierte Teehaus kann innerhalb kurzer Zeit wieder aufgebaut werden.

## Produktion und Rezeption
Die Dreharbeiten für Das kleine Teehaus begannen am 16. April 1956 an verschiedenen Standorten in Japan, darunter in Kyōto und Nara. Stürmisches Wetter zwang das Studio dann dazu im Juni 1956 mit der Produktion auf das Studiogelände von MGM nach Culver City auszuweichen, wo die Dreharbeiten dann auch beendet wurden.
Die Weltpremiere des Films fand am 20. November 1956 in Los Angeles statt. Am 29. November 1956 startete er in der japanischen Hauptstadt Tokio. Die deutsche Erstaufführung war am 28. August 1957.
Als Star dieses Films war nicht Glenn Ford, sondern Marlon Brando angekündigt. Brando war für seine Rolle in dem 1954 entstandenen Film Die Faust im Nacken mit einem Oscar ausgezeichnet worden und hatte danach weitere zwei finanziell erfolgreiche Filme gedreht, befand sich also immer noch auf dem Höhepunkt seines Ruhmes. In diesem Film war er zum ersten Mal in seiner Filmkarriere in einer komischen Rolle zu sehen. Er spielte den japanischen Dolmetscher und Hausjungen Sakini. Brando bestand darauf, gerade diese Rolle zu spielen, weil ihn die politische Dimension des Themas interessierte sowie die Kritik an der amerikanischen Besatzungspolitik in Japan. Dore Schary, Leiter der Filmproduktion, war davon ausgegangen, dass Brando die Rolle des Captain Fisby übernehmen wollte, die eigentlich von Gene Kelly gespielt werden sollte, dann aber an Glenn Ford ging.
John Patricks Musical The Teahouse of the August Moon, die Bühnenadaption eines Romans von Vern Sneider, war von 1953 bis 1956 erfolgreich am Broadway gelaufen, ein Triumph, an den die MGM anknüpfen wollte. Das Stück hatte neben dem Pulitzer-Preis auch den New York Film Critics Circle Award erhalten. Da Brando als Publikumsmagnet galt, wurde der Film im teuren Cinemascope-Format produziert.
Die Rolle des Colonel Purdy war zunächst mit Louis Calhern besetzt, der während der Dreharbeiten in Japan überraschend verstarb. Seine Szenen wurden mit Paul Ford nachgedreht. Ford hatte die Rolle bereits auf der Bühne gespielt.
Zwischen Brando und Glenn Ford soll es während der Dreharbeiten immer wieder zu Streitigkeiten gekommen sein, wozu wohl auch beitrug, dass Fords Gage gegenüber der Brando gezahlten Gage eher bescheiden ausfiel.
Marlon Brando war in dem Film kaum zu erkennen. Er war stark geschminkt, trug zurückgeklebte Augenlider, um mandelförmige Augen vorzutäuschen, hatte tiefschwarze Haare und lückenhafte Zähne und war überdies gegen seinen Typ besetzt. Obwohl Brando es zeitlebens sehr genoss, in übertriebener Maske zu spielen, erklärte er später in seinen Memoiren, er sei in der Rolle fehlbesetzt gewesen. Gegenüber Edith von Cleve soll er sich geäußert haben, dass „es eine Schande sei“ und er gehofft habe, „dass wenigstens ein Hauch der Magie des Stückes von der Leinwand rüberkommen würde“.
Der Film und seine Crew waren unter anderem für mehrere Golden Globes nominiert, die Kritik reagierte jedoch verhalten und auch die Kasseneinnahmen blieben hinter den Erwartungen der Produzenten zurück. Der Film nahm außerdem am Wettbewerb der Internationalen Filmfestspiele von Berlin 1957 teil, wurde bei der Preisvergabe allerdings nicht berücksichtigt.
Am 3. Dezember 2012 erschien der Film auch in deutscher Sprache auf DVD, herausgegeben von Crest Movies. Die Spieldauer beträgt 123 Minuten.

## Auszeichnungen
Nominierungen für den Golden Globe
- Marlon Brando (Best Performance by an Actor in a Leading Role - Musical or Comedy)
- Daniel Mann (Best Motion Picture - Comedy and Musical)
- Eddie Albert (Best Performance by an Actor in a Supporting Role in a Motion Picture)
- Daniel Mann „Promoting International Understanding“

## Kritik
„Eine amüsante Komödie, mit der sich die Amerikaner über ihre allzu selbstgefälligen Demokratisierungsbestrebungen im Fernen Osten lustig machen.“ – Lexikon des Internationalen Films
Bosley Crowther meinte in der New York Times, Brando wirke „synthetisch, zu künstlich und gewollt nett. Sein Sakini“ sei „weniger ein charmanter Gauner als ein kalkulierter Clown“.
Die Filmzeitschrift Cinema zog das Fazit: „Ironischer Blick auf Amerikas Missionsdrang.“